# خرچنگ درازچنگ (سرده)
خرچنگ درازچنگ (سرده) (نام علمی: Goneplax) نام یک سرده از فروراسته خرچنگ است.